# 小倉処平
小倉 処平（おぐら しょへい、弘化3年（1846年）-明治10年（1877年）8月18日）は、日本の武士（飫肥藩士）、官僚、思想家。大学南校少舎長、大学権大丞、大蔵省七等出仕。通称は処平。諱は良儔。明治維新以降も小倉処平で知られる。
郷党からは「飫肥西郷」とも言われる。また小村寿太郎を見出したことで有名で、平田東助と共に貢進生制度を建議した。西南戦争では西郷隆盛率いる私学校党中心の西郷軍側についた党薩諸隊の一つ飫肥隊を統率し、西郷軍奇兵隊総軍監となる。和田越の戦いで戦傷し、可愛岳近くの高畑山で屠腹自害する。

## 生涯
石高65石で乗馬以上（馬廻）の飫肥藩士である長倉喜太郎の次男かつ長倉訒の弟として出生。父の妹で処平の叔母は平部嶠南の妻である。なお嶠南が記した『日向纂記 巻七』において、長倉次郎右衛門尉の子孫を「長倉喜多郎佑栄」としている。
18歳のときに、既に嗣子の小野為右衛門を亡くしていた小野九十九の婿養子となり、処平の代で「小野氏」から「小倉氏」へ改姓している。小野九十九の妻は山田宗正（新右衛門）の娘で小村善四郎の姉妹であり、また九十九の娘で処平の妻となった為子は山田宗正（新右衛門）の外孫で、小村寿太郎の父・寛平の従姉妹であった。
平部右金吾より槍術を学ぶ。江戸へ遊学し、安井息軒の門下となり、のちに飫肥藩の藩校振徳堂の句読師となる。戊辰戦争では京都と摂津国間を奔走した。

### 大学南校・大学権大丞時代
明治3年（1870年）に小村寿太郎を伴って東京府へ上京し、寿太郎を大学南校に入学させ、処平自身も明治3年5月8日（1870年6月6日）に大学別当の松平慶永より大学南校の少舎長に任命される。大学南校の校風改革の一環として、旧米沢藩士の平田東助と共に貢進生制度を建議し、7月には大阪洋学校に校風改革のために派遣され、のちに大学権大丞となる。

#### 欧米留学と下野
明治4年（1871年）に岩倉使節団より一足早く海外留学を命じられ、同年2月2日（1871年3月22日）に横浜港を出港し、アメリカ合衆国ニューヨーク港経由で同年4月1日（1871年5月19日）にイギリスへ到着し、同4月4日（1871年5月24日）にロンドンから兄の長倉訒に手紙を送っている。そのまま明治6年（1873年）までイギリスやフランスへ留学する。なお、この間に飫肥藩の後身である飫肥県が都城県に統合される。
明治六年政変により西郷隆盛らが下野するが、明治7年（1874年）1月に香月経五郎と共に中東経由で帰国した処平も飫肥へ下野する。

### 佐賀の乱と大蔵省七等出仕
明治7年（1874年）に起きた佐賀の乱で敗北した佐賀征韓党党首の江藤新平や香月経五郎の高知県への逃走を手助けしたために禁錮100日を命じられ、服役後に東京へ上って大蔵省七等出仕となる。
ちなみに明治9年（1876年）に都城県と美々津県を合併して成立した宮崎県は鹿児島県に統合される。

### 西南戦争
明治10年（1877年）2月に西郷隆盛と私学校党の桐野利秋や篠原国幹らが西郷軍を組織して熊本県へ進軍して西南戦争が起こる。また旧飫肥藩においては、実兄の長倉訒や川崎新五郎、伊東直記らにより、西郷軍に組する飫肥隊1番隊および2番隊が組織される。処平は飫肥隊を鎮撫するために東京から飫肥に戻ったものの、最終的に飫肥隊に参加することとなる。なお、兄の長倉訒は鹿児島県令大山綱良に山口県や兵庫県などのへ西郷軍の宣伝文を届ける専使を命じられるも同年2月14日に福岡県久留米で逮捕される。処平は飫肥隊3番隊を率いて、明治10年（1877年）3月20日に熊本県の飫肥隊と合流した。
明治10年（1877年）4月28日に野村忍介を隊長として西郷軍奇兵隊が結成されると、石井竹之助とともに同隊の本営付となり、同年7月10日には石井竹之助や佐藤三二とともに西郷軍奇兵隊総軍監となって旧日向国や大分県を転戦した。しかし、西郷軍は田原坂の戦いや城東会戦、茶屋の辻の戦いなどで敗北するなど次第に敗色が濃厚となり、同年4月2日に姻戚の岩倉具視の要請を受けた旧飫肥藩知事の伊東祐帰による、西郷軍へ加担しないように呼びかける手紙が届いて飫肥隊内に動揺が走っており、さらに同年7月27日には飫肥が政府軍に陥落する。

#### 和田越の戦いと自害
明治10年（1877年）8月15日の和田越の決戦では、佐藤三二とともに西郷軍奇兵隊5個中隊を率いて熊田に残っていたが、政府軍の攻撃で隊長の山崎定平が負傷したために後退してきた熊本隊の救援に向かった際に処平は負傷する。西郷軍は和田越の決戦で敗北して長井村へ後退する。処平は北川村川坂の神田氏宅で療養する。
和田越の戦いの翌日8月16日に西郷隆盛により解軍の令が出され、西郷軍のほとんどが政府軍に投降した。同8月17日夜に西郷ら投降しなかった西郷軍残存兵は可愛岳の包囲網を突破した。
療養中に加えて野村忍介ら同様に可愛岳突囲決定の場にいなかった処平も、可愛岳突囲の知らせを受けて西郷らの後を追うが合流できずに、8月18日早朝に可愛岳近くの高畑山中腹で切腹した。「烏合の衆を以て、天下の大兵に抗するもの半歳。聊か以て武名を辱かしめざるを似たり。然れども事此に至る。亦命なり。宜しく死を以て此志を致すに若かざりなり」と言って自害したともされる。享年32。

### 死後
明治10年（1877年）9月20日に郵便報知新聞において『小倉処平伝』が掲載される。はじめ飫肥の西山寺に埋葬され、のちにかつての飫肥藩主家伊東家の菩提寺で廃仏毀釈で廃寺となった旧報恩寺跡の東南の丘に改葬される。

## 人物
- ｢西南記伝｣では、人となり躯体肥満風采堂々意気人を襲うとあり、その志、西郷隆盛や前原一誠と同じである故に郷人から「飫肥西郷」と呼ばれたとしている。
- 経済に長じ、意を教育に留めていたとされ、飫肥藩にいた頃に船舶を造り、産物をのせて長崎に輸出し、その利益で書生を教育したとされている。
- 西南戦争時には痔疾に悩まされており、処平が率いる飫肥隊3番隊の出発遅延の一因となっている。日常的に痔疾に悩まされていたためか、妻の為子からは処平が可愛岳突囲の際に西郷との合流に失敗したのは痔疾による歩行困難が原因と思っていたとされている。

## 著作
著作に「英国租税年報」、「英国地方條例」、「支那水路誌」などがあったとする。

## 登場作品

### テレビドラマ
- 明治の群像 海に火輪を（1976年）
  - 演：中尾彬